# Martin Skriver
Martin Palme Skriver (født 28. oktober 1986) er en dansk skuespiller, sanger og sangskriver. Han var bl.a. med i popgruppen Lighthouse X, der med sangen "Soldiers of Love" i 2016 vandt Dansk Melodi Grand Prix. Siden 2022 har været Artistic Director i musicalteaterudvikling, -produktion og -forlagsvirksomheden AHA Creations. 

## Karriere
Skriver er uddannet fra Den Danske Scenekunstskole, Musicalakademiet i Fredericia (2013). Allerede inden uddannelsen blev Skrivers professionelle karriere skudt i gang med forestillingerne "High School Musical" og den Reumert-vindende High School Musical 2 på Fredericia Teater. Derudover har han blandt andet medvirket i Fredericia Teaters stærkt roste opsætning af Den Lille Havfrue, Klokkeren Fra Notra Dame og Seebach, Odense Teaters Det bare mænd samt Evita på Det Ny Teater.
Fra 2012 - 2016 var Martin en del af den danske popgruppe Lighthouse X, der udover Skriver bestod af Søren Bregendal og Johannes Nymark. I februar 2015 udgav bandet EP’en Lighthouse X og fulgte i august op med den engelsksprogede single, "It’s A Brand New Day". Gruppens formål var at støtte børn og unge, som har det svært. Det gjorde de bl.a. ved et tæt samarbejde med organisationerne Børnehjertefonden, Julemærkefonden og Børn, Unge og Sorg.

## Tegnefilm
- Fresh Beat Band of Spies - "Twist" (Dansk Stemme)

## Diskografi

### medLighthouse X
- Lighthouse X (2015, EP)

## Eksterne kilder og henvisninger
- Officiel hjemmeside Arkiveret 29. oktober 2020 hos  Wayback Machine
- Lighthouse X's officielle hjemmeside Arkiveret 12. marts 2016 hos  Wayback Machine
- Martin Skriver på danskefilm.dk
- Martin Skriver på danskefilmstemmer.dk